# Любачівський повіт
Любачівський повіт (пол. powiat lubaczowski) — один з 21 земських повітів Підкарпатського воєводства Польщі. Утворений 1 січня 1999 року внаслідок адміністративної реформи.

## Загальні дані
Повіт знаходиться у східній частині воєводства.
Адміністративний центр — місто Любачів.
Станом на 1.01.2008 населення становить 56 960 осіб, площа 1308,35 км².

## Демографія
Демографічні дані повіту станом на 30.06.2005:
|       | Всього | Всього | Жінки  | Жінки | Чоловіки | Чоловіки |
| ----- | ------ | ------ | ------ | ----- | -------- | -------- |
|       | осіб   | %      | осіб   | %     | осіб     | %        |
| Повіт | 57 267 | 100    | 28 671 | 50,1  | 28 596   | 49,9     |
| Міста | 19 640 | 100    | 10 070 | 51,3  | 9570     | 48,7     |
| Села  | 37 627 | 100    | 18 601 | 49,4  | 19 026   | 50,6     |

## Історія
Перед Другою світовою війною Любачівський повіт займав площу 1 146 км², а до його складу входило дві міські, Любачів й Чесанів, та 9 сільських ґмін — Олешичі, Старий Диків, Великі Очі, Лисячі Ями, Любачів (сільська), Чесанів (сільська), Горинець, Плазів і Наріль. У 1944 році площа повіту збільшилася до 1 302 км² за рахунок чотирьох сіл Рава-Руського повіту (Дев'ятир, Прусе, Радруж і Верхрата) і семи сіл Яворівського повіту (більшість з ґміни Великі Очі). У Любачівському повіті українці станови більшість населення, а саме 65,5 %, або 48 тис. осіб. Проте згідно з подальшими даними староства тут, напередодні початку виселенчих акцій мало проживати 11 857 українських родин (53 207 осіб). Поляки домінували лише у містах та двох сільських ґмінах (Наріль і Плазів), які знаходились на межі з Томашівським повітом.
9 вересня 1944 року в Любліні за вказівкою верховної радянської влади було укладено угоду між Польським комітет національного визволення та урядом УРСР, що передбачала польсько-український обмін населенням. За даними виселенчої комісії протягом 1944—1946 рр. з-поміж 10 291 українських родин (44 777 осіб) до УРСР було депортовано 9 348 родин (40 787 осіб) і 556 родин (2 126 осіб) із сусідніх повітів (Білгорайського, Ярославського, Перемиського, Томашівського). За іншими даними, з 15 жовтня 1944 по серпень 1946 року в Україну з Любачівського повіту було депортовано 43 172 осіб (з 44 042 взятих на облік до виселення). Залишилося 703 змішані родини (3 120 осіб) і не виселено 240 родин (870 осіб). Найбільше змішаних родин залишилось у ґмінах Великі Очі (156) і Старий Диків (154).
Проте як згодом виявиться, радянські евакуаційні комісії суттєво помилялися у своїх кількісних оцінках депортованого українського населення, оскільки відносно велика кількість українців (близько 20 %, тобто орієнтовно 10 тис. осіб) продовжувала залишатися на терені Любачівщини, переписуючи метрики, ховаючись у лісах або у сусідніх повітах. Зрештою їх також буде депортовано у 1947 р. в рамках акції «Вісла», проте цього разі на північні та західні терени Польщі. У травні-червні 1947 року під час операції «Вісла» польська армія виселила з Любачівського повіту на приєднані до Польщі північно-західні терени 10 083 українців. Залишилося 588 невиселених українців, які також підлягали виселенню.